# Sekundärwert (Archiv)
Im archivischen Kontext bezeichnet der Sekundärwert (auch Sekundärzweck) den Wert einer Unterlage, den diese realisiert, wenn sie zu einem anderen als dem Entstehungszweck als Informationsquelle benutzt wird. Der Sekundärwert ist ein wesentliches Kriterium bei der Entscheidung über die Archivwürdigkeit einer Unterlage im Rahmen der archivischen Bewertung. Den Gegensatz bildet der Primärwert, der den Wert einer Unterlage im Rahmen seines Entstehungszwecks bemisst. Grundsätzlich weist beinahe jede Unterlage einen Primärwert auf, denn ohne diesen wäre sie gar nicht erst entstanden. Ein Sekundärwert entsteht jedoch nur bei einem Teil von Unterlagen. Beispiel: Aufbewahrte Rechnungen über den Ankauf von Bleistiften haben in der öffentlichen Verwaltung einen Primärwert, z. B. aus Gründen der Rechtssicherheit; ein Sekundärwert lässt sich daraus nicht ableiten, denn es ist zumindest unwahrscheinlich, dass der Ankauf von Bleistiften durch öffentliche Verwaltungen in Zukunft ein forschungsrelevantes Thema wird.